# Touby Lyfoung
Touby Lyfoung, né en 1917 à Nong Het, dans la province de Xieng Khouang au protectorat français du Laos et mort en 1979 au Laos, était un notable Hmong (appelés Méo sous l'Indochine française) d'envergure nationale. Il a été un allié des Français pendant la période coloniale, et il est resté anticommuniste au cours de la guerre civile laotienne jusqu'en 1975. Il a participé au trafic français de l'opium au Laos. Interné par le nouveau pouvoir communiste à l'indépendance, en 1975, il est mort en camp de rééducation, probablement en avril 1979.

## Pendant le protectorat français
Touby Lyfoung, né en 1917 à Nong Het, un gros village de la province de Xieng Khouang, près de la frontière lao-vietnamienne, était le fils de Ly Xia Foung, un membre ambitieux et capable du clan Ly qui avait un bon niveau d'éducation. Touby lui-même fut le premier Hmong à suivre des études secondaires à Vientiane.
Le beau-père de Ly Xia Foung était Lo Blia Yao, chef du clan Lo, l'exogamie étant la règle chez les Hmongs. Après la révolte commandée par Pachai, également connue sous le nom de Guerre du Fou et qui s'était déroulée en 1919-1921, les autorités coloniales françaises avaient décidé de nommer Tasseng, c'est-à-dire responsable d'un groupe de villages, un certain nombre de kiatong (chefs de clans locaux) Hmong. Le tasseng le plus important était celui de Nong Het et les Français avaient nommé Lo Blia Yao tasseng de Nong Het sur recommandation de Phetsarath.  Lo Blia Yao avait pris comme secrétaire son gendre Ly Xia Foung, mais en 1938, les Français décident de remplacer Lo Blia Yao par Ly Xia Foung. À la mort de ce dernier, en 1939, les Français organisent des élections pour faire le choix entre deux jeunes Hmongs d'un rang élevé : Faydang Lobliayao, le second fils de Lo Blia Yao, et Touby, qui l'emporta peut-être à cause de son niveau d'éducation supérieur, mais aussi parce que le père de Faydang s'était aliéné une partie des Hmongs par ses méthodes autoritaires. Cette élection devait produire une rancœur durable chez Faydang,. 
L'année suivante, seul Hmong à la Régie de l'Opium du service des Douanes, Touby supervise la mise en place d'une nouvelle taxe payable en opium pour les paysans qui ne pouvaient payer en liquide. Pendant la Seconde Guerre mondiale, l'administration française du régime de Vichy met en place un programme assez ambitieux concernant notamment la construction d'écoles et de routes. Les ventes d'opium sur lequel l'administration avait établi un monopole servent à financer ces projets, et les Hmongs sont les principaux pourvoyeurs de l'administration. L'ensemble de ce trafic profite largement au clan Lyfoung. 
En mars 1945, avant même le coup de force japonais du 8 mars, Touby fait bon accueil aux commandos français parachutés depuis Calcutta et participe à la guérilla anti-japonaise après le 8 mars. C'est à cette époque que d'autres Hmongs, sous la conduite de Faydang, se rangent aux côtés du Việt Minh.

## Après la Seconde Guerre mondiale
Après la Seconde Guerre mondiale, les Français donnent à Touby le titre de Chao-Muang, c'est-à-dire sous-préfet, ce qui donne pour la première fois aux Hmongs une représentation au niveau national. Pendant la première guerre d'Indochine, les clans Hmongs proches de Touby servent aux côtés des Français, que ce soit dans les opérations de commandos ou dans les troupes régulières. Aux côtés de Roger Trinquier, il participe à l'opération X durant la guerre d'Indochine, consistant à faire financer les actions spéciales par l'argent issu du trafic de l'opium.
Tout au long des années 1950, le rôle de Touby a été primordial dans la formation du nouveau Royaume du Laos indépendant, un pays qui devait construire son unité tout en reconnaissant la diversité de 63 minorités ethniques. Touby Lyfoung a été le premier membre d'une minorité ethnique honoré par le roi du titre de « ministre du Roi » et appelé Phagna Touby Lyfoung. Dans les années 1960 et 1970, Touby continue à combattre pour la dignité des Hmongs et la liberté du Laos, ce qui veut dire pour lui le soutien au gouvernement royal et la lutte contre le Pathet Lao communiste.
En octobre 1960, alors qu'il est officiellement dans le cabinet de Souvanna Phouma, Touby noue une alliance avec le chef de l'aile droite laotienne Phoumi Nosavan. C'est à cette époque que sont entraînés par la CIA les premiers groupes de Hmongs. En devenant le chef de ces groupes, Vang Pao prendra en quelque sorte la succession de Touby.

## L'internement et la mort
Après la prise du pouvoir par les communistes du Pathet Lao en 1974, Touby décide de rester au Laos. Il est d'abord nommé ministre des Télécommunications dans le nouveau gouvernement, mais il est ensuite arrêté et envoyé au camp de rééducation « numéro un » dans la Province de Houaphan, près de la frontière vietnamienne. Dans le même camp sont internés les membres de la famille royale, y compris le roi Savang Vatthana. Touby aurait passé les derniers mois de sa vie enchaîné. Il aurait été abattu par un gardien en avril 1979.